# どこ
どこは、木村カエラのメジャー13枚目のシングルで、2009年1月28日にコロムビアミュージックエンタテインメントから発売された。

## 解説
- 初のバラード曲。シングルでは初めて木村カエラ本人以外の人物が単独で作詞を行っている。本来は、渡邊忍との共作詞のつもりだったが、渡邊が全て作詞してしまった。
- 初回盤のみFLASHゲームダウンロードカード封入。

## 曲目
（全作詞・作曲・編曲：渡邊忍）
1. どこ
  - 日本テレビ系『音楽戦士 MUSIC FIGHTER』2009年1月度オープニングテーマ
2. Phone
  - 作詞：木村カエラ
  - ポッカ『キレートレモン』CMソング
3. どこ（Instrumental）
4. Phone（Instrumental）

## 収録アルバム
- HOCUS POCUS (#1,2)
- 5years (#1)